# Severely Indebted Countries
Schwer verschuldete Länder (englisch Severely indebted countries, abgekürzt SIC) bezeichnet eine Kategorie von Staaten, die 1994 von der Weltbank als Ergänzung zu ihrer Staatenliste nach dem Bruttosozialprodukt eingeführt wurde. Als Unterkategorien wurden die Schwer verschuldeten Länder mit mittlerem Einkommen (englisch Severely indebted middle income countries, abgekürzt SIMIC) und die Schwer verschuldeten Länder mit geringem Einkommen (englisch Severely indebted low income countries, abgekürzt SILIC) mit eingeführt.
Kriterium für die Aufnahme eines Landes in die Kategorie der Schwer verschuldeten Länder ist, dass drei der folgenden vier Schuldenkennzahlen ihre festgesetzte Grenze überschreiten:
- Auslandsschulden zu BSP: 50 %
- Zinsleistung zu Exporterlöse: 20 %
- Schuldendienst zu Exporterlöse: 30 %
- Auslandsschulden zu Exporterlöse: 275 %

Nicht zu verwechseln ist die Kategorie mit der Kategorie der Hochverschuldeten armen Länder (englisch Heavily indebted poor countries, abgekürzt HIPC), die im Rahmen einer Schuldenerlassinitiative der G8-Staaten betrachtet wurde (siehe Hochverschuldete Entwicklungsländer).